# BRM P57

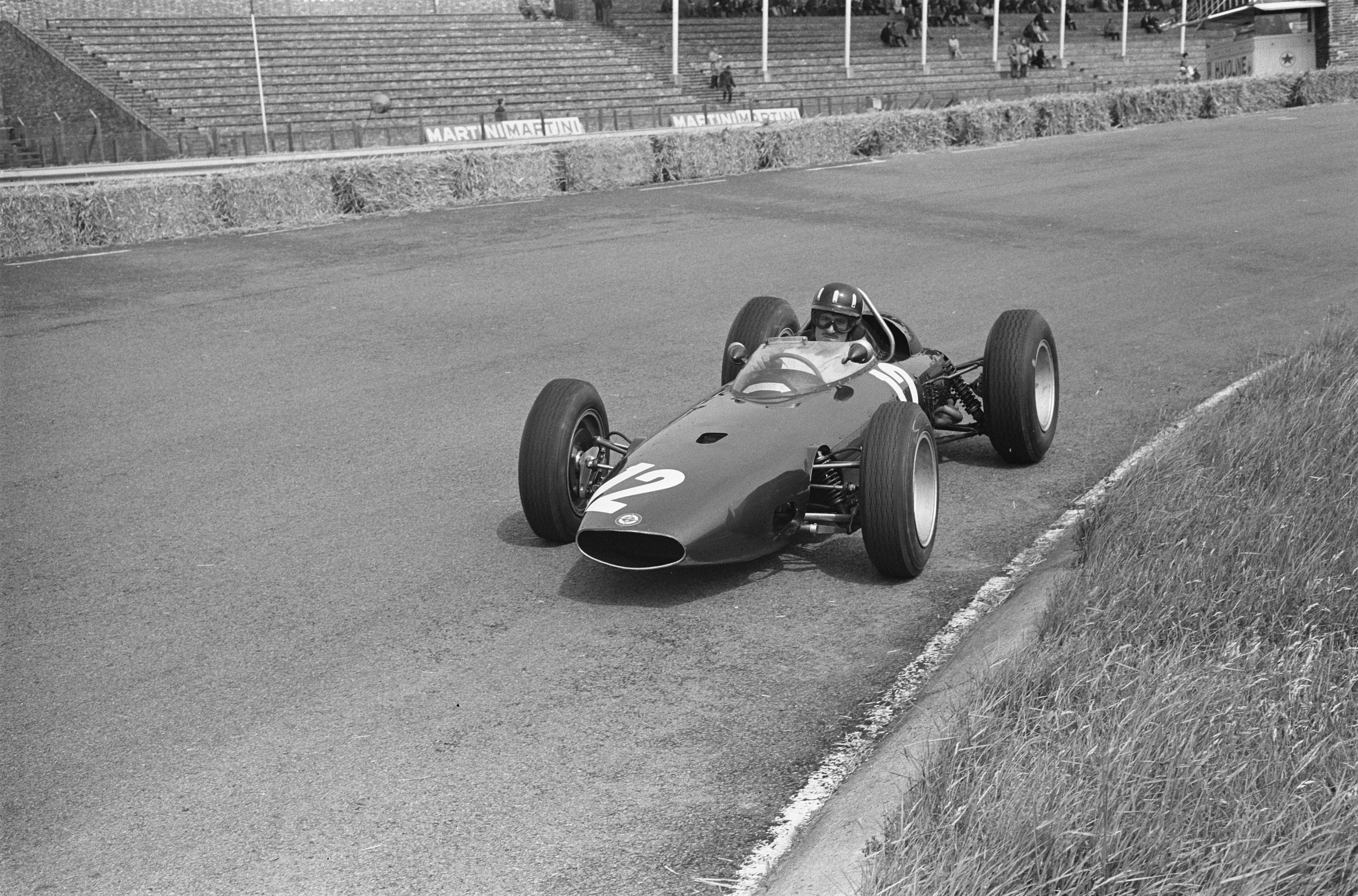
Graham Hill a Zandvoort su una BRM P57

La BRM P57 (originariamente chiamata nel 1961 BRM P48/57 e nel 1962 BRM P578) è una monoposto di Formula Uno realizzata dalla scuderia britannica BRM per partecipare dalla stagione 1962 alla 1965 all'omonimo campionato. Nel 1962 ha vinto il titolo costruttori.